# Siegfried Müller (Fußballspieler)
Siegfried Müller (* 4. September 1942; † 5. April 2009) war ein deutscher Fußballspieler. Für den SC Einheit Dresden spielte er 1961 in der DDR-Oberliga, der höchsten Spielklasse im DDR-Fußball.

## Sportliche Laufbahn
Der DDR-Fußballspielbetrieb wurde 1961 von der Kalenderjahrsaison, die zuvor fünf Jahre lang ausgetragen wurde, wieder auf den Sommer-Frühjahr-Spielrhythmus umgestellt. In den meisten Ligen mussten dazu vom Februar 1961 bis zum Juni 1962 39 Punktspiele ausgetragen werden. Davon war auch der Oberligist SC Einheit Dresden betroffen, der zusätzlich zu dieser Belastung auch den zeitweisen Ausfall mehrerer Stammspieler zu verkraften hatte. Bereits seit dem 16. Oberligaspieltag befanden sich die Dresdner in akuter Abstiegsgefahr, worauf nach dem 20. Spieltag mit Heinz Seifert ein neuer Trainer eingesetzt wurde. Dieser versuchte vor allem den schwächelnden Angriff zu beleben und griff dabei auch auf den 19-jährigen Siegfried Müller zurück, der bisher nur in der Reservemannschaft zum Einsatz gekommen war. Er setzte ihn am 24. Spieltag im Heimspiel gegen Lokomotive Stendal (1:1) anstelle des bisherigen Stammangreifers Dieter Natusch als halbrechten Stürmer ein. Es blieb bei diesem einen Versuch, denn bis zum Ende der Saison, an dem der SC Einheit als Absteiger feststand, kam Siegfried Müller nicht mehr in der Oberliga zum Einsatz.
Auch in der DDR-Liga-Saison 1962/63 wurde Müller unter Heinz Seifert nur in einem der 26 Ligaspiele aufgeboten. Mit einem dritten Platz verpasste Einheit Dresden den angestrebten Wiederaufstieg, und für die Spielzeit 1963/64 übernahm Felix Vogel den Trainerposten. Ihm gelang es, Müller zum Stammspieler der 1. Mannschaft zu entwickeln. Müller bestritt 22 der 26 DDR-Liga-Spiele und wurde mit seinen zwölf Treffern zum zweitbesten Torschützen der Dresdner hinter Klaus Engels, der 16-mal traf. Mit Platz zwei gelang Einheit Dresden auch 1964 nicht die Rückkehr in die Oberliga. In seiner dritten DDR-Liga-Saison schaffte es Müller nicht, seine Leistung aus dem Vorjahr zu wiederholen, er wurde wieder nur in einem Ligaspiel eingesetzt, bei dem er sein letztes Tor im höherklassigen Fußball erzielte. Dort erschien er nach einem Oberligaspieleinsatz und 23 DDR-Liga-Einsätzen mit dreizehn Toren nicht mehr.
Müller verstarb 66-jährig. Die Beisetzung erfolgte auf dem Dresdner Heidefriedhof.